# Betty Garrett
Betty Garrett (23 de mayo de 1919-12 de febrero de 2011) fue una actriz, comediante, cantante y bailarina estadounidense. Originalmente intérprete del circuito de Broadway, pasó al cine al firmar un contrato con Metro-Goldwyn-Mayer. En ese medio actuó en varias cintas musicales antes de volver a Broadway y entrar en la televisión, donde fue artista invitada en diversas series televisivas. En este ámbito fue conocida por su trabajo en dos destacadas 
sitcoms de la década de 1970, All in the Family y Laverne & Shirley. En sus últimos años participó en series como Grey's Anatomy, Boston Public y Becker, así como en varias obras y reposiciones representadas en Broadway.

## Primeros años
Al poco tiempo de su nacimiento en St. Joseph (Misuri), sus padres se mudaron a Seattle, Washington, donde su madre, Octavia, dirigió el departamento de partituras de Sherman Clay, y su padre, Curtis, trabajó como vendedor. El alcoholismo y la incapacidad de su padre para manejar la economía familiar propiciaron el divorcio del matrimonio, y Garrett y su madre vivieron en una serie de locales residenciales a fin de recortar gastos.
Cuando Garrett tenía ocho años de edad, su madre se casó con un antiguo novio. Se asentaron en Regina (Saskatchewan), donde el padrastro trabajaba en la industria cárnica. Sin embargo, un año después el matrimonio se separó, por lo que Betty y su madre volvieron a Seattle. Tras graduarse en la escuela pública, Garrett entró en la Annie Wright School de Tacoma (Washington). Aunque dicho centro no disponía de un departamento dramático, en ocasiones especiales ella organizaba producciones musicales y obras teatrales. Tras trabajar en la obra Noche de reyes, se le animó para dedicarse al teatro, al tiempo que se organizaba una entrevista con la bailarina Martha Graham, la cual se hallaba en Seattle en una gira, y que recomendó a Garrett para estudiar con una beca en la Neighborhood Playhouse de Nueva York.
Garrett y su madre llegaron a Manhattan en el verano de 1936, y Garrett empezó las clases en septiembre. Entre sus profesores figuraban Graham y Anna Sokolow para el baile, Sandy Meisner para el drama, Lehman Engel en música, y Margaret Webster para los clásicos de William Shakespeare. Entre sus compañeros de estudios se encontraban Daniel Mann y Richard Conte.

## Carrera inicial
En los meses de verano Garrett actuaba en los centros vacacionales del Borscht Belt, donde tuvo la oportunidad de trabajar con Danny Kaye, Jerome Robbins, Carol Channing, Imogene Coca, y Jules Munshin, y donde fue animada a perfeccionar sus dotes de canto y de baile. Entró en la compañía de Orson Welles Mercury Theatre como suplente para intervenir en la pieza La muerte de Danton, lo cual le valió para actuar con Joseph Cotten, Ruth Ford, Martin Gabel y Arlene Francis. Garrett actuó con la compañía de baile de Martha Graham en el Carnegie Hall y el Teatro Neil Simon, cantó en el Village Vanguard, y actuó en revistas políticas y satíricas representadas por el Flatbush Arts Theatre de Brooklyn, el cual finalmente cambió su nombre por el de American Youth Theatre y se trasladó a Manhattan. Fue en esa época cuando ella entró a formar parte del Partido Comunista de los Estados Unidos y empezó a actuar para captar fondos para causas progresistas.

### Broadway
Garrett debutó en el circuito de Broadway en 1942 con la revista Of V We Sing, la cual tuvo 76 representaciones, y que le facilitó ser elegida para trabajar en la revista de Harold Rome Let Freedom Sing a finales de ese año. Esa pieza solo tuvo ocho representaciones, pero el productor Mike Todd la vio y contrató a Garrett para suplir a Ethel Merman y hacer un pequeño papel en el musical de 1943 de Cole Porter Something for the Boys. Merman enfermó, lo cual permitió a Garrett hacer el primer papel durante una semana. En ese tiempo fue observada por el productor Vinton Freedley, que la eligió para trabajar en Jackpot, un musical de Vernon Duke y Howard Dietz en el cual actuaban Nanette Fabray y Allan Jones. El show cerró rápidamente, y seguidamente Garrett empezó a hacer una gira con un número de nightclub.

### MGM
Tras ello Garrett volvió a Nueva York y actuó en Call Me Mister, colaborando con Harold Rome, Lehman Engel, y Jules Munshin. Se ganó a la crítica y consiguió el Premio Donaldson por su interpretación, motivo por el cual Al Hirschfeld le hizo una caricatura en el New York Times. Gracias a ello firmó un contrato de un año con Metro-Goldwyn-Mayer, llegando al estudio en enero de 1947 y debutando en el cine encarnando a Shoo Shoo O'Grady en Big City, film dirigido por Norman Taurog y coprotagonizado por George Murphy. Mayer le renovó el contrato, por lo cual ella actuó en rápida sucesión en los musicales Words and Music, Un día en Nueva York, Take Me Out to the Ball Game, y Neptune's Daughter.
The Jolson Story había sido un gran éxito en el Reino Unido, y Garrett y su marido, Larry Parks, decidieron aprovechar esa popularidad para actuar en el London Palladium y después viajar por Gran Bretaña con su número de nightclub. Su éxito hizo que volvieran en tres ocasiones al país, pero la cada vez mayor popularidad de la televisión hizo que el espectáculo de music hall perdiera público. Más adelante Garrett fue elegida para trabajar con Janet Leigh y Jack Lemmon en Mi hermana Elena, un musical de 1955 que versionaba un film de 1942 protagonizado por Rosalind Russell. Al año siguiente ella y Parks reemplazaron a Judy Holliday y Sydney Chaplin en la producción representada en Broadway de Bells Are Ringing durante un período vacacional. En las siguientes dos décadas, Garrett trabajó esporádicamente, actuando en Broadway en dos obras de corta trayectoria (Beg, Borrow or Steal, con Parks, y A Girl Could Get Lucky, con Pat Hingle), y en una adaptación musical de Spoon River Anthology. Además, fue artista invitada en The Dinah Shore Chevy Show, The Lloyd Bridges Show y El fugitivo.

## Últimos años de carrera

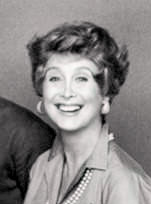
Betty Garrett durante su participación en el programa de televisión Laverne and Shirley, 1976.

En el otoño de 1973 All in the Family añadió dos nuevos vecinos al show, Frank Lorenzo y su esposa Irene. Los guionistas de All in the Family Bernard West y Michael Ross conocían a Garrett de su época en el American Youth Theatre, y Jean Stapleton había formado parte del reparto de Bells Are Ringing, por lo cual Garrett tenía grandes posibilidades de hacerse con el papel de Irene. Sin embargo, el papel fue a Sada Thompson la cual, tras rodar un episodio, solicitó dejar el papel, que finalmente fue a manos de Garrett. Garrett permaneció en la serie desde 1973 a 1975.
Al año siguiente Garrett estaba interpretando un show en solitario, Betty Garrett and Other Songs, en Westwood (Los Ángeles), California, cuando le ofrecieron el papel de Edna Babish en Laverne & Shirley. El personaje era una divorciada que finalmente se casaba con el padre de Laverne, Frank. Por su interpretación, Garrett ganó un Globo de Oro a la mejor actriz de reparto de serie, miniserie o telefilme. Cuando la serie se extendió más allá de la que se consideraba su última temporada, Garrett hubo de dejar el show pues ya tenía previsto actuar con Sandy Dennis, Jack Gilford, Hope Lange y Joyce Van Patten en The Supporting Cast en Broadway. La obra tuvo únicamente ocho representaciones, pero el retorno a Laverne & Shirley no era posible, ya que los guionistas habían explicado que Edna no aparecía en la serie por haberse divorciado de Frank.
En los años siguientes Garrett actuó en producciones televisivas como Murder, She Wrote, The Golden Girls, Harts of the West, Union Square, Boston Public, Becker (por la cual fue nominada al Primetime Emmy a la mejor actriz invitada - Serie de comedia), y Grey's Anatomy, entre otras, y en el teatro en obras como Plaza Suite (con Parks), And Miss Reardon Drinks A Little, y la versión representada en 2001 en  Broadway de Follies. En el Teatro West, del cual fue cofundadora, dirigió la pieza de Arthur Miller The Price, y actuó en Waiting in the Wings. Además, ganó en dos ocasiones el Premio del Círculo de Críticos Dramáticos de Los Ángeles, una por Spoon River Anthology y otra por Betty Garrett and Other Songs. 
En 2003 a Garrett se le concedió una estrella en el Paseo de la Fama de Hollywood, y se celebró su noventa cumpleaños en 2009 con un acto patrocinado por el Teatro West en el Music Box Theatre de Hollywood.
En 2010 Garrett actuó junto a Esther Williams en el Primer Festival de Cine Clásico de Turner Classic Movies. El film interpretado por ambas Neptune's Daughter se proyectó en la piscina del Hollywood Roosevelt Hotel de Hollywood, California, mientras actuaba un grupo de nadadoras sincronizadas, The Aqualilies.

## Vida personal
Mientras actuaba en Los Ángeles, Garrett fue invitada a interpretar un número de comedia en el Actor's Lab de Hollywood. Allí fue donde conoció a Larry Parks, que era el productor del show, haciéndose inseparables en las siguientes dos semanas. La pareja se casó el 8 de septiembre de 1944, cuatro meses después de conocerse. El actor Lloyd Bridges fue el padrino de la boda. Garrett y Parks pasaron la luna de miel en Malibú (California).
Garrett y Parks permanecieron unidos hasta la muerte de él, ocurrida en 1975. Ella tuvo dos hijos, Garrett, compositor, y Andrew, actor.

## Lista negra
Debido a sus antiguas afiliaciones con el Partido Comunista, Garrett y Parks se vieron enfrentados al Comité de Actividades Antiestadounidenses, aunque solamente Parks se vio forzado a testificar. Con gusto admitió haber sido miembro del partido, e inicialmente se negó a nombrar a otros miembros, algo que finalmente sí hizo más adelante. A pesar de ello, Parks entró en la lista negra de Hollywood. Garrett también tuvo problemas para encontrar trabajo, y Parks sacó adelante una empresa constructora, siendo finalmente propietario el matrimonio de diversos edificios de apartamentos en el área metropolitana de Los Ángeles. Durante el período en la lista negra la pareja actuó ocasionalmente en locales de Las Vegas Strip, en teatro de verano, y en giras teatrales de producciones de Broadway.

## Fallecimiento
Betty Garrett falleció a causa de un aneurisma de aorta en Los Ángeles, California, el 12 de febrero de 2011. Tenía 91 años de edad. Sus restos fueron incinerados, y las cenizas entregadas a los allegados.